# Wehrmacht
Wehrmacht (njem. Obrambene snage) naziv za njemačke oružane snage u doba nacizma, od 1935. do 1945.
Sastojao se od 'Heer' (kopnena vojska), 'Kriegsmarine' (mornarica) i 'Luftwaffe' (zrakoplovstvo). Postojala je i paravojna organizacija Waffen SS, zapravo stranačka vojska nacionalsocijalističke stranke (NSDAP), koji, iako nije bio dio Wehrmachta, bio je s njim pod zajedničkim zapovjedništvom. Danas se naziv Wehrmacht, premda netočno, koristi kao naziv isključivo za njemačko pješaštvo u 2. svjetskom ratu.
U doba Weimarske Njemačke vojska je nosila naziv Reichswehr, nakon rata u Zapadnoj Njemačkoj oružane snage imaju naziv Bundeswehr.
U Istočnoj Njemačkoj, tj. DDR-u, oružane snage imale su naziv NVA, Nationale Volksarmee (Nacionalna narodna armija).

## Porijeklo naziva
Prije dolaska nacista na vlast, naziv Wehrmacht je bio opća imenica koja je označavala vojsku bilo koje države, tako da je npr. naziv Britische Wehrmacht označavao britanske oružane snage. Potpuno je pogrešno naziv Wehrmacht koristiti samo za pješaštvo, čemu su dokaz i registarske tablice vozila njemačke vojske u to vrijeme:
- WH (Wehrmacht Heer) – kopnena vojska
- WM (Wehrmacht Kriegsmarine) – mornarica
- WL (Wehrmacht Luftwaffe) – zrakoplovstvo

## Povijest
Nakon dolaska Hitlera na vlast, na snagu stupa naredba da svaki njemački vojnik mora položiti svoju zakletvu, pored domovine, i Fuhreru. Od 1935. počinju se kršiti odredbe versajskog mirovnog ugovora i povećava se brojnost stajaće vojske. Wehrmacht je, pod tim nazivom, službeno formiran 15. listopada 1935.
Pješaštvo ulazi u rat s jako malim brojem motoriziranih jedinica, naime, 90 % ljudstva je pješačilo, dok su topove vukli konjima. Tek daljnim zahuktavanjem rata, poklanja se veća pažnja motoriziranim i mehaniziranim jedinicama, koje su bile jedan od velikih razloga njemačkih vojnih uspjeha, uz strategiju Blitzkriega.

## Ratne godine
Koncept ratovanja njemačke vojske stvoren je već u 1. svjetskom ratu gdje je kombinirano djelovanje pješaštva i zrakoplovstva – Blitzkrieg, način ratovanja u kojem se neprijatelja pokušava uništiti u jednom udaru.
Velike zasluge za njemačke vojne uspjehe ima motorizacija vojske, što je dovelo do velikih uspjeha u invazijama na države : Poljska (rujan 1939.), Norveška i Danska (travanj 1940.), Belgija, Francuska i Nizozemska (svibanj 1940.), Kraljevina Jugoslavija (travanj 1941.) i SSSR (1941.).

## Zapovjedna struktura
Službeno, glavni zapovjednik Wehrmachta bio je Adolf Hitler, zbog svoje pozicije kancelara, poglavara države, koju je dobio nakon smrti predjednika Hindenburga 1934. U reorganizaciji 1938., vrhovni zapovjednik oružanih snaga postaje upravo Hitler sve do svog samoubojstva 30. travnja 1945.
Wehrmacht je bio pod zapovjedništvom OKW-a (Oberkommando der Wehrmacht) (Vrhovno zapovjedništvo Wehrmachta), kojim je zapovijedao Generalfeldmarschall Wilhelm Keitel koji ipak nije imao de facto velike ovlasti jer je svaka grana vojske imala svoje zapovjedništvo:
- Oberkommando des Heeres (OKH, kopnena vojska)
- Oberkommando der Marine (OKM, mornarica)
- Oberkommando der Luftwaffe (OKL, zrakoplovstvo)

## Činovi
- feldmaršal
- general pukovnik
- general roda oružja
- general poručnik
- general bojnik
- pukovnik
- potpukovnik
- bojnik
- satnik
- natporučnik
- poručnik

## Brojnost
Broj vojnika koji je u njemu služio tijekom njegova postojanja od 1935. do 1945. je otprilike 18,2 milijuna, no taj broj ne predstavlja borbeno ljudstvo, nego sve osobe koje su bile služile u Wehrmachtu na bilo koji način. Oko 1,3 milijuna vojnika je poginulo u borbi, 250.000 umire od ostalih uzroka (glad, bolest, itd.), 2 milijuna je nestalo u borbi, a 359.000 je ubijeno kao ratni zarobljenici, neki čak i nakon završetka rata.

## Nenjemačke divizije Wehrmachta
Nekoliko hrvatskih divizija je bilo u sastavu Wehrmachta. Nosili su njemačke uniforme, ali su na rukavima imali hrvatski šahirani grb. Bile su to: 369. Kroatische Teufel division (369. hrvatska "Vražja" divizija), 373. Kroatische Tiger division (373. "Tigar" divizija) i 392. Kroatische Blaue division (392. hrvatska "Plava" divizija). U sastavu Waffen SS-a bila je jedna divizija koje su činili većinom (u to vrijeme) Hrvati muslimani iz NDH, a malim dijelom i Hrvati katolici, 13. SS oružana gorska divizija "Handžar".
Hrvatska 369. pojačana pješačka pukovnija je bila prva nenjemačka postrojba koja je ušla u Staljingrad (s Nijemcima su u pohodu na Rusiju sudjelovale i mađarske, rumunjske, finske i divizije pobunjenih Kozaka pod vlastitim obilježjima, i divizije pokorenih zemalja, koje su nosile njemačka obilježja), te je dobila pohvale njemačkih zapovjednika.
Na istočnom bojištu također se borila divizija dobrovoljaca iz Francove Španjolske, 250. pješačka divizija, poznata kao "Plava divizija", pod zapovjedništvom Agustína Muñoza Grandesa, dok nije povučena 1944. g.
Postojale su i divizije sastavljene od zarobljenih vojnika Crvene armije i dobrovoljaca s, bivših sovjetskih, osvojenih prostora – POA, Русская Освободительная Армия (prevedeno; ROA, Ruska oslobodilačka armija), koja je bila u sastavu Wehrmachta, ali je nosila ruska obilježja, te Indijska legija (Indische Legion) ili Legija Slobodne Indije koja je bila sastavljena većim dijelom od zarobljenih Indijaca koji su bili regrutirani u britansku vojsku, te su zarobljeni u Africi od strane Rommelovih trupa, a manjim dijelom od indijskih dobrovoljaca, npr. studenata koje je početak rata zatekao u Njemačkoj.